# The Number of the Beast (video)
The Number of the Beast är en videodokumentärfilm från 2001 som handlar om inspelningen av Iron Maiden-skivan The Number of the Beast som släpptes 1982. Den finns i två versioner: en på en timme, och en på 1:20 timme. Filmen innehåller intervjuer med alla bandets dåvarande medlemmar. Producent var Tim Kirby.